# Dejavu (倖田來未のアルバム)
『Dejavu』（デジャヴ）は、日本の歌手・倖田來未の9枚目のオリジナルアルバム。2011年3月2日にrhythm zoneから発売。

## 解説
前作『UNIVERSE』から約1年ぶりとなるオリジナルアルバム。「CD＋2DVD」の初回限定生産盤、通常盤として「CD＋DVD」「CDのみ」の合計3形態でのリリース。

## コンセプト
本作のコンセプト・テーマは、“正夢”。「デジャヴには、正夢っていうイメージがあると思うけど、フランス語のことわざで〈Tu as dejavu〉（英語だとYou have seen）っていうと、〈前にも同じような辛いことがあったけど、いままでも乗り越えてきたでしょう〉」という意味が込められている。今作について倖田は「この10年間でたくさんの辛い経験を乗り越えてきた私自身の心にもすごく響き、頭のなかには次のツアーのイメージもあって。前にも見たことがあるような気がするけど、初めて見たような感じもする。まさに、正夢を実現したような幻想的な空間のなかで、いままでに見ていた倖田來未とは違う倖田來未を感じて欲しい」と語っている。
「Passing By」にはゲストボーカルとしてB. Howardが参加している。
DVD1にはMUSIC VIDEOと｢Dream Music Park｣の前半、DVD2には｢Dream Music Park｣の後半が収録されている。
DVD1に収録されているMV｢め組のひと｣｢BE MY BABY｣は｢ETERNITY〜Love & Songs〜｣に収録されているものである。(両者ともアレンジが微妙に異なっている)。
両DVDに収録されている｢Dream Music Park｣の一部はライブツアー｢UNIVERSE｣と一部の演出が同じである。なお、「CD＋2DVD」の初回限定生産盤のジャケットは今作発表時のアーティスト写真のものと同じである。

## 批評
| 専門評論家によるレビュー | 専門評論家によるレビュー |
| レビュー・スコア         | レビュー・スコア         |
| 出典                     | 評価                     |
| ------------------------ | ------------------------ |
| WHAT's IN?               | 肯定                     |
| hotexpress               | 肯定                     |
| リッスンジャパン         | 肯定                     |
| エキサイトミュージック   | 肯定                     |

『WHAT's IN?』の柳沢幹夫は、「脳内を駆け巡る15通りのメイクにファッション。代替なきポップ・アイコンの真骨頂。狂躁のリフレインに覚醒させられるM2、ミニマルなリズムがクールなM3など、ジリジリと迫りくるクラブ・トラックがある一方、聖歌のように心洗われるM6やM13が聴けるなど、今回も多彩な引き出しを魅せつける。リラックスしたシャッフルM14の終幕、素の微笑みが聴こえるのも感動的だ。」と批評した。『hotexpress』の平賀哲雄は、「音楽への敬意を強く表しながら最高のエンターテインメントも創造する。人生の酸いも甘いも知る倖田來未らしい、真っ当で痛快なアルバム」と批評した。『リッスンジャパン』は、「Okay」「AT THE WEEKEND」「Hey baby!」「I Don't Love You !??」などエレクトロ路線を踏襲した作品が多いが、「逢いたくて」などメローなR&Bナンバー、そして力の入ったスキットも収録されており、「通して聴いた時に飽きない工夫が凝らされたアルバム」になっているとコメントした。『エキサイトミュージック』の永堀アツオは、「全体に明確な一本の芯が通っている」とコメントした。

## 楽曲解説
※ここでの解説はアルバム楽曲のみのを参照する。シングル楽曲の解説や詳細に関しては、各シングル曲を参照。
Prologue to Dejavu
「あなたたちをデジャヴの世界へ招待するわ…」という妖し気なトーンの誘い文句とともに、夢の世界の入り口が開くオープニング。「ファンシーなお伽の国というよりは、シングル『POP DIVA』のカップリングに収録された「BLACK CANDY」を製造しているダークなキャンディ工場」を想起する内容。
次曲「POP DIVA」のイントロ部分が若干流れ、そのまま繋がっている。　
Okay
メランコリックなメロディラインがせつなさを際立てる、デジタルサウンドで彩られたR＆Bナンバー。
情感豊かな歌声でゆったりと歌うスロウナンバーに彼女のシンガーとしての成長がうかがい知れる。歌詞は、「分かった、分かった」と彼女をなだめようとする倦怠期のカップルを描いている。
逢いたくて
ハートウォーミングなオルガンとストリングスに、R＆Bマナーの打ち込みやクラップが絡む、ラブバラード。
控えめなファイクや言葉にならない語尾の余韻に、彼女のヴォーカリストとしての表現力の豊かさを表現している。
Passing By
Ne-Yoやクリス・ブラウンのプロデュースを手がけ、自身もシンガーソングライターとして精力的な活動をしているB・ハワードによるコラボ曲。
本国アメリカで “プリンス・オブ・R&Bポップ”と呼ばれる彼と “ポップ・ディーバ” によるデュエットは、メロディ・オリエンテッドな極上のR&Bナンバー。
AT THE WEEKEND
トランス、エレクトロニカ、R＆B、ヒップホップ、ロックが内包された、重めのビートが黒光りするダンスナンバー。
Interlude to Dejavu
最新系ダンスチューンから、誰もが歌えるポップソングの世界へと移動する、橋渡しの役割を担うインタールード。
Melting
タイトルからも連想できるように、チョコのように解け合う幸せなカップルを描いた、明るいラブソングとなっているポップ・ナンバー。
曲の終了と同時に、次曲「Hey baby!」が繋がっている。
Hey baby!
ダンスポップナンバーで、オープニング映像用にカットされていた部分もフルで収録したアルバムバージョンとなっている。
本人曰く、「子供向けのアニメではあるけれども、子供は子供なりに、大人になりたいっていう気持ちがある。草食系男子を好きになって、あなたを食べちゃいたいっていうラブソングにしよう」「あれも欲しい、これも欲しいっていうのはもう昔の話。私だって恋をする年になったんだから子供扱いしないでよ」というイメージで制作された。
ちょい足しLife
番組への出演がきっかけとなって誕生した、疾走感あふれるシャイニーでカラフルなポップナンバー。
Bambi
打ち込みとバンドサウンド、コーラスで構築されたチャーミングなポップソング。ガールズトークの中心にいる普段の倖田來未が垣間見える内容となっている。
詞と曲のテイストは「恋のつぼみ」の大人バージョンか進化系ムード風に表現をしている。
I Don’t Love You !??
シンセの音色と四つ打ちのビートで、いまの空気に似合うエッジを融合したポップソング。
「“NO NO” というキャッチーなサビはライヴで言うなら、みんなで合唱しながら手拍子もできるのポジション」。
作詞のインスピレーションは、彼女のバックダンサーの体験談によるもの。

## 収録内容

### CD
Dejavu
1. Prologue to Dejavu [1:13]
作詞：Kumi Koda
作曲：lil' showy
インスト曲
2. POP DIVA [3:30]
作詞・作曲：lil' showy　
49thシングル表題曲（アルバム先行）
3. Lollipop [3:21]
作詞：Kumi Koda, Ian Curnow, Julie Morrision, Jane Vaughan
作曲：Ian Curnow, Julie Morrision, Jane Vaughan
47thシングル「Gossip Candy」収録曲
4. Okay [4:04]
作詞：Kumi Koda, HIRO
作曲：HIRO
5. 逢いたくて [4:32]
作詞：Kumi Koda
作曲・編曲：Noritaka Izumi
ストリングス：Udai Shika
6. Passing By [4:46]
作詞：Kumi Koda, B. Howard
作曲：B. Howard, J. Forster, T. Wilds
7. AT THE WEEKEND [3:11]
作詞：Kumi Koda, Nathan Duvall, Hiten Bharadia, Allan Eshuijs
作曲：Nathan Duvall, Hiten Bharadia, Allan Eshuijs
8. Interlude to Dejavu [0:58]
作詞：Kumi Koda, lil' showy
作曲：lil' showy
インスト曲
9. Melting [4:23]
作詞：Kumi Koda
作曲：Daisuke Mori
編曲：Yusuke Tanaka (agehasprings), Takashi Kondo
10. Hey baby! [2:35]
作詞：Kumi Koda
作曲：Shinjiro Inoue
編曲：Nao Tanaka
11. ちょい足しLife [3:42]
作詞：Kumi Koda
作曲：Hideya Nakazaki
編曲：Yoshimasa Kawabata
12. あなただけが [5:09]
作詞：Kumi Koda 
作曲：MARKIE, SiZK from ★STAR GUiTAR
編曲：SiZK from ★STAR GUiTAR
48thシングル表題2曲目
13. 好きで、好きで、好きで。 [4:58]
作詞：Kumi Koda
作曲：Katsuhiko Sugiyama
編曲：Shinjiroh Inoue
ストリングス：Chika Ishigaki
48thシングル表題1曲目
14. Bambi [3:04]
作詞：Kumi Koda, Miriam Nervo, Olivia Nervo, Anders Bagge, Andreas Carlsson
作曲・編曲：Miriam Nervo, Olivia Nervo, Anders Bagge, Andreas Carlsson
15. I Don’t Love You !?? [3:32]
作詞：Kumi Koda
作曲：FAST LANE (SONISTA), Shinji Moroi (SONISTA)
編曲：Shinji Moroi (SONISTA)

### DVD

#### Disc 2
MUSIC VIDEO
1. POP DIVA
2. Lollipop
3. め組のひと
4. BE MY BABY
5. Bambi
6. Passing By
7. 好きで、好きで、好きで。
8. あなただけが
9. walk 〜to the future〜

Dream music park 前編 2010.7.3@ 横浜スタジアム（初回限定生産盤のみ）
＜第1幕＞
1. Outside Fishbowl
2. Lady Go!
3. Butterfly
4. Driving
5. real Emotion
6. Hot Stuff feat.Blistah
7. Lollipop
8. Dance Part
9. Run For Your Life
10. BUT
11. With your smile

＜第2幕＞
1. Lick me♥
2. SUPERSTAR
3. 恋のつぼみ
4. stay

#### Disc 3（初回限定生産盤のみ）
Dream music park 後編
＜第3幕＞
1. 愛のことば
2. Someday
3. You' re So Beautiful
4. I'll be there
5. Once Again
6. Dance Part
7. Moon Crying
8. 愛のうた

＜第4幕＞
1. Got To Be Real
2. Dance Part
3. ECSTASY remix
4. UNIVERSE
5. No Way
6. you

＜第5幕＞
1. Can We Go Back
2. FREAKY
3. Work It Out!
4. 走れ
5. girls

＜ENCORE＞
1. Single Medley
Shake It Up ～ Cherry Girl ～ D.D.D. ～ It's all Love! ～ WIND remix ～ COME WITH ME
2. キューティーハニー
3. Comes Up
4. walk

## タイアップ
- 第一興商「LIVE DAM LIVE」CMソング (#2)
- music.jp TV-CFソング (#2, #3, #13)
- セブンネットショッピング TV-CMソング (#3, #14)
- ソニー・エリクソン×MTV「Transform Your Xperia™」CMソング (#3)
- Kracie「いち髪」TV-CFソング (#4, #13)
- そごう・西武「冬市」CMソング (#9)
- テレビ朝日系アニメ『クレヨンしんちゃん』12代目オープニングテーマ (#10)
- テレビ朝日系 お願い!ランキング「ちょい足しクッキング」応援ソング (#11)
- NHK ドラマ10「セカンドバージン」主題歌 (#12)

## 収録ライブ映像 (シングル曲除く)
- Okay
  - 『KODA KUMI LIVE TOUR 2011 〜Dejavu〜』
- 逢いたくて
  - 『KODA KUMI LIVE TOUR 2011 〜Dejavu〜』
- Passing By
  - 『KODA KUMI LIVE TOUR 2011 〜Dejavu〜』
- AT THE WEEKEND
  - 『KODA KUMI LIVE TOUR 2011 〜Dejavu〜』
- Melting
  - 『KODA KUMI LIVE TOUR 2011 〜Dejavu〜』
    - 『MY NAME IS...』(ファンクラブ限定盤)
- Hey Baby!
  - 『KODA KUMI LIVE TOUR 2011 〜Dejavu〜』
  - 『Koda Kumi Fanclub Live Tour～Let's Party Vol.2～』(Bon Voyage、ファンクラブ限定盤)
- ちょい足しLife
  - 『KODA KUMI LIVE TOUR 2011 〜Dejavu〜』
- Bambi
  - 『KODA KUMI LIVE TOUR 2011 〜Dejavu〜』
  - 『KODA KUMI 15th Anniversary LIVE The Artist』
- I Don’t Love You !??
  - 『KODA KUMI LIVE TOUR 2011 〜Dejavu〜』